# Lista de membros da Royal Society eleitos em 2006
Esta é uma lista de Membros da Royal Society eleitos em 2006.

## Fellows
- Roger Alder
- David Barford
- Stephen Barnett
- Allan Basbaum
- Richard Battarbee
- Axel Dieter Becke
- Valerie Beral
- John Browne
- Peter Donnelly
- John Eland
- David Ewins
- David Malcolm Farmer
- Marc Feldmann
- Tom Foxon
- Matthew John Aylmer Freeman
- Karl John Friston
- Nigel Grindley
- Andy Hopper
- Peter John Hunter
- Richard James Jackson
- Richard Anthony Lewis Jones
- Calestous Juma
- Michael Lockwood
- Ruth Lynden-Bell
- Trudy Mackay
- Jerrold Marsden
- Robert Anthony Martienssen
- Ramesh Narayan
- Raymond Ogden
- Peter Joseph Jacques Parker
- John Martindale Pearce
- Malik Peiris
- Michael Richard Edward Proctor
- Atta ur Rahman
- Helen Saibil
- Nicholas Shepherd-Barron
- Austin Smith
- Nahum Sonenberg
- Mriganka Sur
- Peter Christopher West
- Nicholas John White
- Sir Alan Geoffrey Wilson
- David Phillip Woodruff
- Ziheng Yang

## Foreign Members
- Kenneth Arrow
- Édouard Brézin
- Paul Crutzen
- Daan Frenkel
- Roger Tsien
- Carl Woese

## Honorary Fellow
- Ralph Kohn